# Le Nain Jaune
Le Nain Jaune (Żółty Karzeł) – dziennik o charakterze satyryczno-politycznym, ukazujący się w latach 1814–1815 w stolicy Francji, Paryżu, w opozycji do imperialnej polityki Napoleona. 
Jego redaktorem był Louis Cauchois-Lemaire, który prowadził w piśmie stałą rubrykę. Za pomocą ciętej satyry zwalczał on poczynania reakcji francuskiej, potępiał on także nowe urządzenie stosunków europejskich przez Kongres wiedeński. Dziennik został wznowiony w 1863 roku już pod innym tytułem:Journal politique et littéraire. Ukazywał się wówczas dwa razy w tygodniu.